# Luis Abilio Sebastiani Aguirre
Luis Abilio Sebastiani Aguirre SM (* 22. Februar 1935 in Callao; † 10. August 2020 in Lima) war ein peruanischer Ordensgeistlicher und römisch-katholischer Erzbischof von Ayacucho o Huamanga.

## Leben
Luis Abilio Sebastiani Aguirre trat der Ordensgemeinschaft der Maristenpatres bei und empfing am 23. April 1962 die Priesterweihe. Er war Pfarrer von Sullana im Chira-Tal in der Küstenebene von Nordwest-Peru, Vikar in Bellavista sowie Religionslehrer an der „Colegio Carlos Augusto Salaverry“.
Johannes Paul II. ernannte ihn am 21. November 1992 zum Bischof von Tarma. Der Apostolische Nuntius in Peru, Luigi Dossena, spendete ihm am 3. Januar des nächsten Jahres die Bischofsweihe; Mitkonsekratoren waren Miguel Irízar Campos CP, Koadjutorbischof von Callao, und Lorenzo León Alvarado OdeM, Bischof von Huacho. Sein bischöfliches Wahlmotto war „Sub Mariae Nomine“.
Am 13. Juni 2001 wurde er durch Papst Johannes Paul II. zum Erzbischof von Ayacucho o Huamanga ernannt. Am 6. August 2011 nahm Papst Benedikt XVI. seinen altersbedingten Rücktritt an.